# Marian Wróbel
Marian Wróbel (ur. 1 stycznia 1907 we Lwowie, zm. 25 kwietnia 1960 w Warszawie) – problemista polski, zaliczający się do czołówki światowej.

## Życiorys
W latach 1947–1950 był najlepszym kompozytorem szachowym na świecie. Opublikował ponad 1000 zadań, zdobył 88 pierwszych nagród oraz setki wyróżnień w periodykach z całego świata.
W szachy nauczył się grać jako 5-letni chłopiec, ale zainteresowała go problemistyka. Z wykształcenia magister filologii polskiej, ale ze względu na słaby stan zdrowia (choroba kręgosłupa) poświęcił się całkowicie kompozycji szachowej.
Debiutował w 1922, a więc w wieku 15 lat. Już w 1928 międzynarodowy Związek Problemistów sklasyfikował go na IV miejscu na świecie. 
Po niemieckiej inwazji na Polskę w 1939 roku, gdy dom przyjaciela Dawida Przepiórki w Warszawie został zniszczony, Wróbel gościł go w swoim mieszkaniu. Był obecny z Przepiórką podczas prywatnego spotkania szachistów w styczniu 1940 roku, kiedy Gestapo przeprowadziło nalot i aresztowało wszystkich uczestników.
W 1948 został odznaczony Złotym Krzyżem Zasługi. W 1956 Międzynarodowa Federacja Szachowa nadała mu tytuł sędziego klasy międzynarodowej. Sędziował wiele imprez, w tym mistrzostwa Polski. Był też Członkiem Honorowym Polskiego Związku Szachowego
W 1954 otrzymał tytuł mistrza kompozycji szachowej. Międzynarodowa Federacja Szachowa nadała mu pierwsze tytuły międzynarodowe (arcymistrzowskie) w 1959, a kolejnej nominacji już nie dożył.
Napisał kilka książek związanych z kompozycją szachową:
- Mecz Polska-Dania (Warszawa 1933)
- Tajemnica dwuchodówki (Warszawa 1950)
- 100 lat polskiej kompozycji (Warszawa 1956)

Był cenionym wychowawcą i nauczycielem licznego grona polskich problemistów. Komisja Kompozycji Szachowej Polskiego Związku Szachowego ogłosiła rok 2007 – rokiem mistrza Mariana Wróbla.
W 2013 pośmiertnie otrzymał tytuł arcymistrza krajowego w kompozycji szachowej.